# ABURAYAMA FUKUOKA

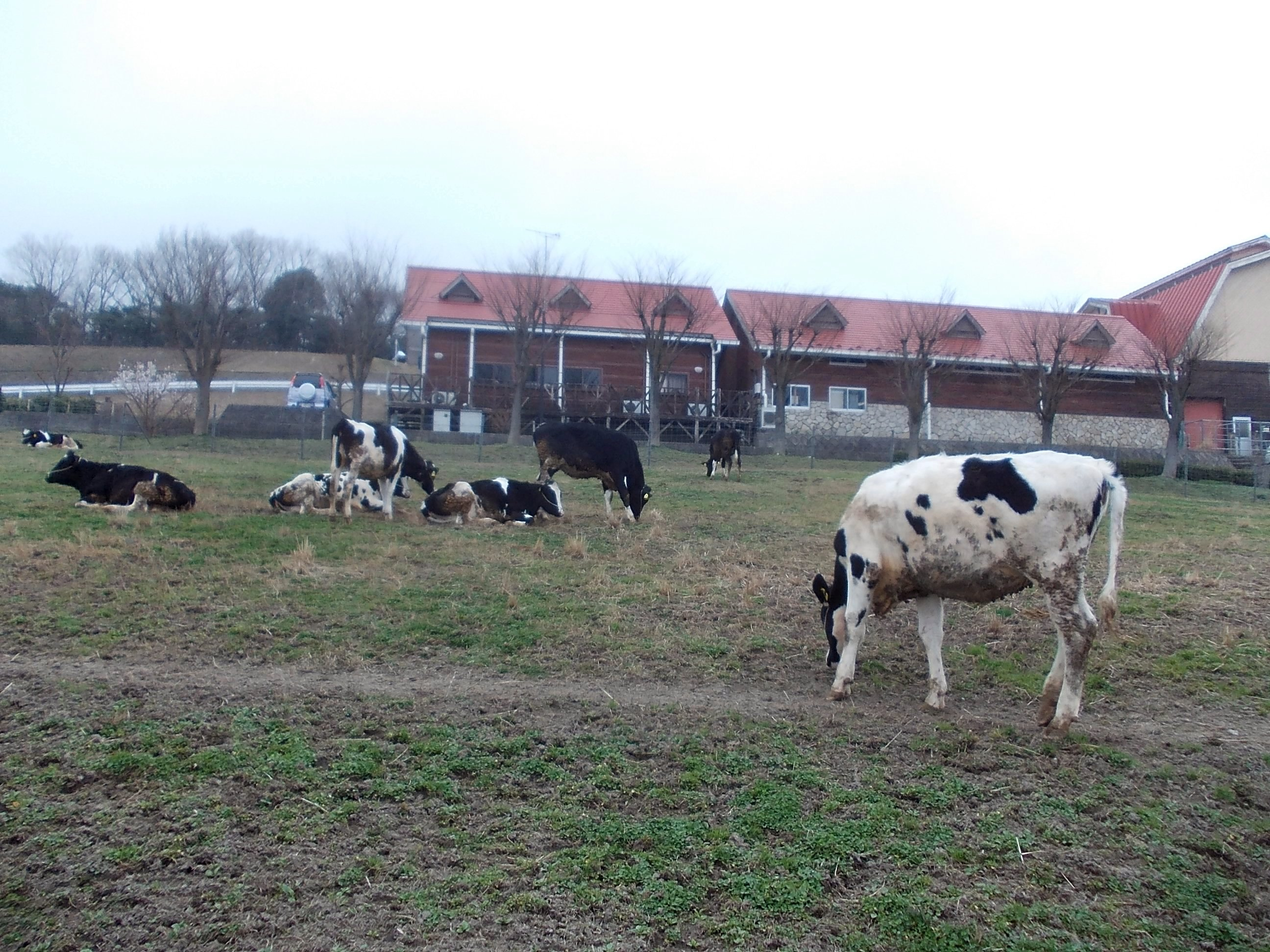
牧場エリア内の風景

ABURAYAMA FUKUOKA（あぶらやまふくおか）は、福岡県福岡市南区にある複合体験型のアウトドア施設。本格的な畜牛場でもある。標高597mの油山の中腹に位置し、敷地面積は、約140ヘクタール。エサやり体験、乳しぼり体験、乗馬体験、収穫体験、バーベキュー、キャンプができる。
油山牧場と油山市民の森に分かれていたがABURAYAMA FUKUOKAとして2023年4月27日にリニューアルオープンした。

## 沿革
- 1969年 - 明治100年記念事業として、民間団体等を中心とした「市民の森運動本部」が中心となり油山市民の森を開設、福岡市に寄贈。[7]
- 1973年 - 福岡市が市内酪農家の後継牛を省力・低コストで育成するために油山牧場を開場。[8][9]
- 1996年 - 油山牧場が観光牧場として整備され、通称もーもーらんど油山牧場となる。[8][9]
- 2022年3月 - 油山市民の森等リニューアル事業において、JR九州を代表企業とするグループが優先交渉権者として決定される。[10]
- 2023年4月 - 同グループによる指定管理（2038年3月末まで[11]）及び敷地内への営利施設建設[12]により、油山牧場・油山市民の森が一体的にリニューアルされ、ABURAYAMA FUKUOKAとしてオープン[13]。

## 利用情報
- 所在地

〒811-1353 福岡市南区柏原710-2
- 入場料

無料
- アクセス
  - 3月-11月の土日祝日に限り福大正門前（地下鉄七隈線福大前駅前） - ABURAYAMA FUKUOKA間に臨時バスが運行される。途中、油山団地口（西鉄バス13番・113番が停車）や片江営業所、桧原営業所（西鉄バスの多数の系統が発着する）にも停車する。
  - 毎日運行する路線バスの最寄りバス停は西鉄バス柏原営業所だが徒歩で40分以上(3.5㎞)かかる。
  - 自家用車の場合、福岡高速環状線野多目ランプから約8㎞(20分)。
- 駐車料金

普通・準中型車442台大型車9台身障者区画4台分。普通車・準中型車・中型車 300円(3時間までその後1時間ごとに100円)/大型車 2,000円
大型バスの場合は、事前に連絡が必要。障がい者手帳所持者が運転もしくは同乗する場合は駐車料金は無料。
- 開館時間

9時00分 - 18時00分
- 休館日

第1・3水曜日（その日が祝日の場合は、翌日）・年末年始(12月29日〜1月3日)
- 電話番号

050-3496-6397
- 事業運営

JR九州リージョナルデザイン株式会社、九州旅客鉄道株式会社
- 指定管理

JR九州リージョナルデザイン株式会社、九州旅客鉄道株式会社、株式会社スノーピーク、株式会社ヤマップ、株式会社ローカルデベロップメントラボ

## 近在の施設
- 油山観音(正覚寺)
- 花畑園芸公園
- 桧原運動公園